# 알렉산드르 겔폰트
알렉산드르 오시포비치 겔폰트(러시아어: Алекса́ндр О́сипович Ге́льфонд, 1906–1968)는 러시아의 수학자다. 수론의 겔폰트-슈나이더 정리를 증명하였다.

## 참고 문헌
- Levin, B.V.; N.I. Feldman, A.B. Sidlovsky (1971). “Alexander O. Gelfond” (PDF). 《Acta Arithmetica》 17: 315–336.